# Zalán Sárkány
Zalán Sárkány, född 15 oktober 2003 i Budapest, är en ungersk simmare.

## Karriär
Vid EM 2024 i Belgrad tog Sárkány brons på både 800 och 1 500 meter frisim.